# Крах (фільм)
«Крах» — радянський двосерійний художній фільм 1968 року, знятий за документальним романом Василя Ардаматського «Відплата».

## Сюжет
Заснований на реальних історичних фактах: операції ОДПУ початку 1920-х років з виведення на територію СРСР і знешкодження Б. Савінкова через легендоване антибільшовицьке підпілля.

## У ролях
- Володимир Самойлов — Борис Вікторович Савінков
- Юрій Яковлєв —  Андрій Федоров / Мухін
- Євген Матвєєв —  полковник Сергій Павловський
- Юрій Саранцев —  Леонід Шешеня
- Михайло Глузський —  Іван Фомічов
- Алефтіна Євдокимова —  Любов Юхимівна Дікгоф-Деренталь, соратниця і подруга Савінкова
- Володимир Покровський —  Дікгоф-Деренталь Олександр Аркадійович
- Лев Поляков —  савінковець Зіпунов
- Лаврентій Масоха —  савінковець Шевченко
- Станіслав Чекан —  савінковець Іван Єгоров
- Микола Парфьонов —  савінковець Порфирій Гнатович
- Анатолій Фалькович —  Дзержинський Фелікс Едмундович
- Юхим Копелян —  Менжинський В'ячеслав Рудольфович
- Артем Карапетян —  Артузов Артур Християнович
- Лев Золотухін —  Анатолій Васильович Луначарський
- Всеволод Сафонов —  Леонід Борисович Красін
- Микола Граббе —  Роман Олександрович Піляр
- Леонід Куравльов —  Григорій Сергійович Сироєжкін
- Геннадій Воропаєв —  чекіст Сергій Васильович Пузицький
- Микола Сморчков —  міліціонер Ковальов
- Володимир Тикке —  чекіст Володичев
- Тетяна Бєстаєва —  Саша, дружина Шешені
- Володимир Маренков —  Іванов
- Нінель Мишкова —  Ольга
- Євген Тетерін —  Володимир Львович Бурцев
- Фелікс Яворський —  Дмитро Володимирович | Дмитро Філософов
- Олександр Пороховщиков —  Беніто Муссоліні
- Олег Голубицький —  Едвард Бенеш
- Володимир Трошин —  Вінстон Черчілль
- Олександр Ширвіндт —  Сідней Рейлі
- Володимир Татосов —  Еванс
- Всеволод Ларіонов —  Лемете
- Микола Романов —  іноземний журналіст
- Костянтин Барташевич —  Станіслав Никодимович Булак-Балахович

## Знімальна група
- Режисер — Володимир Чеботарьов
- Сценаристи — Василь Ардаматський, Едгар Смирнов, Володимир Чеботарьов
- Оператор — Юрій Гантман
- Композитор — Олексій Муравльов
- Художник — Євген Серганов